# Streptoloma sumbarense
Streptoloma sumbarense là một loài thực vật có hoa trong họ Cải. Loài này được Botsch. miêu tả khoa học đầu tiên.